# بازنشستگی تکمیلی کار (دانمارک)
بازنشستگی تکمیلی کار (دانمارک) یا Arbejdsmarkedets Tillægspension(ATP) مزایای تکمیلی بازنشستگی (مرتبط با درآمد) در دانمارک، و همچنین بزرگترین طرح بازنشستگی مادام العمر دانمارک است. شهروندان دانمارک به محض رسیدن به ۶۵ سالگی واجد شرایط پرداخت ATP می‌شوند. Arbejdsmarkedets Tillægspension در ۷ مارس ۱۹۶۴ قانون اصلاح تصویب شد.